# Coreomania
La coreomania (del grec choros, "dansa" i mania, "bogeria") és una afectació històrica, també coneguda com a plaga de ball, on un grup de persones es posava a ballar sense poder aturar-se. S'han documentat diversos brots, el més famós és l'epidèmia de ball de 1518 a Estrasburg. Es considera un trastorn grupal, proper a la histèria col·lectiva, on un fenomen es contagia entre els membres d'un col·lectiu o entre els testimonis del succés. La coreomania rep també altres noms, com "ball de Sant Vit". La malaltia s'ha considerat una maledicció o embruixament. Es creu que alguns episodis podien ser en realitat atacs d'epilèpsia però el contagi social va fer que esdevinguessin fenòmens col·lectius.